# Turkije op het Eurovisiesongfestival 1985
Turkije deed mee aan het Eurovisiesongfestival 1985 in Göteborg, Zweden. Het was de 8ste deelname van het land op het Eurovisiesongfestival. Het lied werd gekozen door middel van een nationale finale. 

## Selectieprocedure
De kandidaat voor Turkije op het Eurovisiesongfestival werd gekozen door een nationale finale die plaatsvond op 1 maart 1985 in de studio's van de nationale omroep TRT. In totaal werden er 3 liedjes gekozen die allemaal meededen in de finale. De winnaar werd gekozen door een jury.
| Volgorde | Lied                 | Artiest           |
| -------- | -------------------- | ----------------- |
| 1        | Aşık Oldum           | Mazhar-Fuat-Özkan |
| 2        | Sev                  | Nüket Duru & Neco |
| 3        | Güneş Bir Kere Doğdu | Nil Burak         |

## In Göteborg
In Zweden trad Turkije op als 7de land net na Frankrijk en voor België. Op het einde van de stemming bleek dat ze 36 punten gekregen te hebben en dat ze daarmee op de 14de plaats eindigden. 
Men ontving 1 maal het maximum van de punten.
Van België ontving men 1 punt, Nederland deed niet mee in 1985.

### Gekregen punten

#### Finale
| 12 punten     | 10 punten | 8 punten              | 7 punten              | 6 punten             |
| ------------- | --------- | --------------------- | --------------------- | -------------------- |
| - Zwitserland |           | - Verenigd Koninkrijk | - Ierland             |                      |
| 5 punten      | 4 punten  | 3 punten              | 2 punten              | 1 punt               |
|               |           | - Spanje              | - Duitsland - Finland | - België - Noorwegen |

### Punten gegeven door Turkije

#### Finale
Punten gegeven in de finale:
| 12 punten | Spanje              |
| 10 punten | Verenigd Koninkrijk |
| 8 punten  | Italië              |
| 7 punten  | België              |
| 6 punten  | Zwitserland         |
| 5 punten  | Ierland             |
| 4 punten  | Zweden              |
| 3 punten  | Finland             |
| 2 punten  | Portugal            |
| 1 punt    | Frankrijk           |